# Barnes Foundation
Barnes Foundation er en kunstuddannelsesinstitution i Merion, en forstad til Philadelphia, Pennsylvania i USA. Den blev grundlagt i 1922 af Albert C. Barnes, der havde tjent en formue ved at være medudvikler af lægemidlet Argyrol – et tidligt antiseptisk stof.
Institutionen er på foranledning af Albert Barnes eksplicit ikke et museum men en uddannelsesinstitution, grundlagt som en højskole for filosofi og kunst, især med henblik på undervisning af mindre bemidlede klasser, hvortil Barnes havde udviklet sin egen uddannelsesmetoder, hovedsageligt bestående af undervisning af de studerende umiddelbart foran malerierne.
Institutionen ejer i dag mere end 2.500 genstande, hvoraf alene 800 malerier anslås at have en værdi af mere end 6 mia. dollars. I samlingen er 181 malerier af Pierre-Auguste Renoir, 69 af Paul Cézanne, og 59 af Henri Matisse, samt talrige andre mestre, herunder Giorgio De Chirico, Paul Gauguin, El Greco, Francisco Goya, Edouard Manet, Amedeo Modigliani, Jean Hugo, Claude Monet, Pablo Picasso, Maurice Utrillo, Vincent van Gogh, Maurice Prendergast, Gustave Courbet, foruden en række afrikanske kunstværker.

## Galerie
- Jeanne Hébuterne (1919)
af Amedeo Modigliani
- Camille au métier (1875)
af Claude Monet
- Le Bateau-atelier (1876)
af Claude Monet
- Camille beim Stricken
af Claude Monet
- Poseuses (1886-88)
af Georges Seurat
- Joseph-Etienne Roulin
af Vincent van Gogh
- La Montagne Sainte-Victoire (1892-95)
af Paul Cezanne
- Nature morte au crane (1896-1898)
af Paul Cezanne
- Pots en terre cuite et fleurs (1891-1892)
af Paul Cezanne
- Portrait de femme (c. 1898)
af Paul Cezanne
- Kortspillerne
af Paul Cezanne
- Le vase paillé
af Paul Cézanne
- Haere Pape (1892)
af Paul Gauguin
- Loulou
af Paul Gauguin
- Jeune garçon sur la plage d'Yport (1883)
af Pierre-Auguste Renoir
- Jeanne Durand Ruel
af Pierre-Auguste Renoir
- Les Bas Blancs, c.1861
af Gustave Courbet
- A Montrouge - Rosa la Rouge (1886-87)
af Henri de Toulouse-Lautrec
- Femme nue étendue sur un divan
af Henri de Toulouse-Lautrec
- Nøgen kvinde på seng (1887)
af Vincent van Gogh
- Rygeren (1888)
af Vincent van Gogh
- Studie (1888)
af Vincent van Gogh
- Eclaireurs attaqués par un tigre
af Henri Rousseau
- Jeanne Hébuterne assise, de profil
af Amedeo Modigliani

## Literatur
- Ausstellungskatalog München: La joie de vivre / Die nie gesehenen Meisterwerke der Barnes Collection Kindler 1993 ISBN 3-463-40221-1
- John Anderson: Art Held Hostage: The Battle Over the Barnes Collection W. W. Norton 2003 ISBN 0-393-04889-6

## Weblinks
- Barnes Foundation
- Pew Charitable Trust: The Barnes Foundation Petitions Court to Move Gallery into Philadelphia (Webside ikke længere tilgængelig)

39°59′52.64″N 75°14′26.12″V / 39.9979556°N 75.2405889°V